# Resolució 2401 del Consell de Seguretat de les Nacions Unides
La Resolució 2401 del Consell de Seguretat de les Nacions Unides fou adoptada per unanimitat el 24 de febrer de 2018. El Consell demana un alto el foc a tot a Síria durant 30 dies. Segons la resolució, l'alto el foc no s'aplica a les operacions militars contra Estat Islàmic d'Iraq i l'Estat Islàmic, Al-Qaeda i Front Al-Nusra i els seus associats i altres grups terroristes tal com el designa el Consell de Seguretat.
Mentre que les Unitats de Protecció Popular van acceptar la resolució 2401 i va dir que l'aplicarien; segons SANA, l'Exèrcit de Terra Turc continuava lluitant a Afrin, i ha continuat els seus atacs després de l'aprovació de la resolució.
El president de França, Emmanuel Macron, va telefonar al president de Turquia, Recep Tayyip Erdogan, i li va dir que la treva a Síria també s'aplicava al cantó d'Afrin. "Crec que la resolució indicava clarament i exactament quins grups es consideren exempts de l'alto el foc", va dir la portaveu del Departament d'Estat, Nauert. El viceprimer ministre turc, Bekir Bozdag, ha acusat als Estats Units d'utilitzar doble moral.